# Oranje (schip, 1939)
De Oranje was een Nederlands passagiersschip van de Stoomvaart Maatschappij Nederland. Het ontwerp was van ir. H.N. Prins, een bekende scheepsontwerper. Ze werd in 1938-1939 gebouwd. Ze werd verkocht en kwam in 1966 als cruiseschip Angelina Lauro in de vaart onder Italiaanse vlag. Na een brand in de buurt van het eiland Saint Thomas werd het schip in 1979 'total loss' verklaard. Op weg naar de sloop in Taiwan zonk ze op 25 september 1979.

## Bouw
Het schip werd in de jaren dertig door de Stoomvaart Maatschappij Nederland besteld bij de Nederlandsche Scheepsbouw Maatschappij (NSM, later Nederlandsche Dok en Scheepsbouw Maatschappij) in Amsterdam. De Stoomvaart Maatschappij Nederland was van plan het schip in te zetten op de lijndienst op Nederlands-Indië. Met bouwnummer 270 - een naam was nog niet bekend - werd op 2 juli 1937 de kiel gelegd. Op 8 september 1938 werd het schip Oranje gedoopt door koningin Wilhelmina en te water gelaten. Ze maakte proeftochten in juni 1939 waarbij het een topsnelheid van 26 knopen (48 km/h) haalde. Hiermee was het het snelste door dieselmotoren aangedreven passagiersschip van zijn tijd.
Na de tewaterlating waren de technische specificaties van Oranje: bruto tonnage: 20,117 brt; lengte: 200,1 meter; breedte: 25,45 meter; diepgang: 8,8 meter; motoren: 3 x 12 cilinder Sulzer diesels 37,500 pk (27,964 kW); 3 schroeven; kruissnelheid: 22 knopen (41 km/h); passagiers: 283 eerste klas, 283 tweede klas, 92 derde klas en 82 vierde klas (totaal = 740); aantal dekken: 8; bemanning: 383 koppen.

## AlsOranje
De eerste reis van de Oranje begon op 4 september 1939 en voerde van Amsterdam naar Batavia op Java, via Kaap de Goede Hoop. Echter, toen het schip arriveerde, was de Tweede Wereldoorlog begonnen. Uit veiligheidsoverwegingen werd het schip opgelegd in Soerabaja. In februari 1941 werd de kapitein van de Oranje opgedragen om naar Sydney te varen en zijn schip over te dragen aan de Australische marine. De Nederlandse overheid kwam met de Australische overheid overeen dat de Oranje verbouwd zou worden tot hospitaalschip op kosten van Australië. Hoewel ze onder Australisch bevel voer, hield ze haar Nederlandse bemanning en bleef ze onder Nederlandse vlag. De Oranje was het grootste hospitaalschip van Australië en maakte gedurende de hele oorlog 41 reizen.
Na de oorlog werd de Oranje weer ingezet als passagiersschip. Ze werd eerst gebruikt voor de repatriëring van zieken en anderen uit Nederlands-Indië. De Oranje voer toen in eerste instantie een aantal malen op en neer naar Southampton, vanwaar kleinere schepen de passagiers overnamen en naar Nederland brachten. Toen op 18 juli 1946 de grote sluis in IJmuiden was hersteld van de oorlogsschade, kon de Oranje weer als eerste grote zeeschip de thuishaven Amsterdam bereiken.
In 1947 begon ze de lijndienst tussen Amsterdam en Jakarta, via Southampton, Engeland. In januari 1953 vond een aanvaring plaats tussen de Oranje en een ander schip op dezelfde lijndienst, de Willem Ruys van de Koninklijke Rotterdamsche Lloyd. Het was gewoonte dat passagiersschepen elkaar op korte afstand passeerden om de passagiers te vermaken. Door misverstanden op beide schepen kwamen de Oranje en de Willem Ruys in aanvaring met elkaar op de Rode Zee. De boeg van de Oranje werd hierbij zwaar beschadigd. Ook brak er brand uit. Ondanks de schade vielen er geen slachtoffers onder de opvarenden. De Oranje was dusdanig beschadigd dat zij in de geplande volgende haven (Colombo) het risico liep om opgelegd te worden. Daarom voer ze direct door naar Jakarta. Na een uitgebreid onderzoek werd later geconcludeerd dat beide schepen schuldig waren aan de aanvaring.
In 1959 kwam een einde aan de lijndienst naar Jakarta. De Oranje werd ingezet op de route naar Australië via Southampton, Suez in Egypte, en Singapore.
In 1959 werd de Oranje grondig opgeknapt en onderging ook een grote verbouwing tot cruiseschip. Hierbij werd haar brutotonnage uitgebreid tot 20,565 brt. Ook werden de vier klassen ingeruild voor het tweeklassensysteem (capaciteit: 323 eersteklas- en 626 toeristenklassepassagiers).
Samen met twee andere schepen (de MS Johan van Oldenbarnevelt van de Stoomvaart Maatschappij Nederland en de Willem Ruys van de Koninklijke Rotterdamsche Lloyd) voer de Oranje onder de vlag van de 'Royal Dutch Mail Ships'. Op 7 september 1960 begon Oranje aan haar eerste 'rond-de-wereld' cruise van Amsterdam via Southampton, Suez, Singapore, Australië, Nieuw-Zeeland, Panama, Port Everglades, Bermuda, Southampton, naar Amsterdam.
Door dalende passagiersaantallen besloot de Stoomvaart Maatschappij Nederland om niet langer cruises aan te bieden. De Oranje werd te koop gezet en begon haar laatste wereldcruise als Nederlands schip op 4 mei 1964.

## AlsAngelina Lauro
De Italiaanse Flotta Lauro (ook wel bekend als StarLauro) kocht de Oranje en de Willem Ruys en doopte ze om tot Angelina Lauro en Achille Lauro.
De Oranje werd bij de scheepswerf Cantieri del Tirreno in Genua drastisch verbouwd. Op 24 augustus 1964 brak brand uit op het schip waarbij 6 slachtoffers vielen. Bij de verbouwing werd het promenadedek uitgebreid en afgeschermd met glas. De boeg werd verlengd en de schoorsteen werd vervangen door een moderner uitziend type voorzien van 'vleugels' waardoor passagiers minder last hadden van de rook. Ook het interieur van het schip werd grondig verbouwd en vernieuwd. Zo werden de hutten aangepast zodat ze zowel voor de eerste klasse als voor de toeristenklasse ingezet konden worden. Na de verbouwing waren de technische specificaties van de Angelina Lauro als volgt. Brutotonnage: 24,377 brt, lengte: 205,5 meter, breedte: 25,5 meter, capaciteit: eersteklas 180 tot 377 passagiers, toeristenklasse 946 tot 1050 passagiers, totale capaciteit: 1230 passagiers.
Op 6 maart 1966 vertrok het schip voor haar eerste reis als Angelina Lauro vanuit Bremerhaven via het Suezkanaal naar Australië. Het schip voer op deze dienst tot 1972, toen de passagiersaantallen te zeer terugliepen en Flotta Lauro de lijndienst stopzette.
In 1972 werd de Angelina Lauro opnieuw verbouwd teneinde volledig als cruiseschip ingezet te kunnen worden. De passagierscapaciteit werd hierbij teruggebracht naar 800 in een enkele klasse. San Juan in Puerto Rico werd de nieuwe thuishaven. De Angeline Lauro verzorgde cruises in het Caribisch gebied onder de vlag van een andere Italiaanse rederij: Costa Lines. Vanaf oktober 1977 werd het schip gecharterd door Costa Cruises en kreeg het opnieuw een andere thuishaven. Vanuit Port Everglades verzorgde het cruises in het Caribisch gebied en sporadisch een lijndienst tussen Zuid-Amerika en Italië waarbij de originele twee-klassenindeling werd gebruikt.
In 1979 sloeg het noodlot toe: tijdens een cruise brak een verwoestende brand uit op de Angeline Lauro nabij de Amerikaanse Maagdeneilanden. De brand ontstond in de kantine voor de bemanning en verspreidde zich razendsnel naar de passagiersgedeelten. Pogingen om het vuur te blussen, mislukten. De meeste passagiers waren op dat moment aan wal. Degenen die aan boord waren, werden geëvacueerd. Pas na vier dagen kon het vuur geblust worden. Door de grote hoeveelheden bluswater in het schip zonk de Angelina Lauro gedeeltelijk in het ondiepe water van de werf van Saint Thomas.
De Angelina Lauro werd total loss verklaard en op 2 juli 1979 door het Duitse bergingsbedrijf Eckhardt & Company uit Hamburg uit zijn benarde situatie bevrijd. Lauro Cruises verkocht het schip om te laten slopen. Op 30 juli 1979 werd het door de sleepboot Nippon Maru naar Taiwan gesleept. Op 21 september, midden op de Stille Zuidzee, ontstonden echter lekken in de door het vuur beschadigde rompplaten. De Angelina Lauro begon slagzij te maken en zonk in de vroege ochtend 24 september 1979, twintig dagen na haar veertigste verjaardag.
In het archief van het NDSM-werfmuseum bevindt zich correspondentie tussen de Stoomvaart Maatschappij Nederland en de Nederlandsche Dok en Scheepsbouw Maatschappij (NDSM) waarin de plannen worden toegelicht voor de bouw van een nieuw passagiersschip met de naam Oranje. Hierbij zijn ook de ontwerptekeningen en een artist-impression toegevoegd. Het ontwerp was voor die tijd (1960) heel futuristisch. Het bijzondere is dat de huid zwart is afgebeeld. Wat de reden is geweest is niet bekend maar de bouw heeft nooit plaatsgevonden op voornoemde werf.